# Renault 4
Renault 4 (R4) (укр. Рено 4) — міський автомобіль особливо малого класу вироблявся в 1961 — 1994 роках французькою фірмою Renault. Це перший передньопривідний легковий автомобіль Renault.
У 1961/1962 роках також пропонувалася версія "голі кісткі" Renault 3 (R3) початкового рівня.
Наймасовіший французький автомобіль, вироблено 8 135 424 шт. Найпоширеніший французький автомобіль, виготовлявся в 28-х країнах світу і продавався більш ніж в ста .

## Двигуни

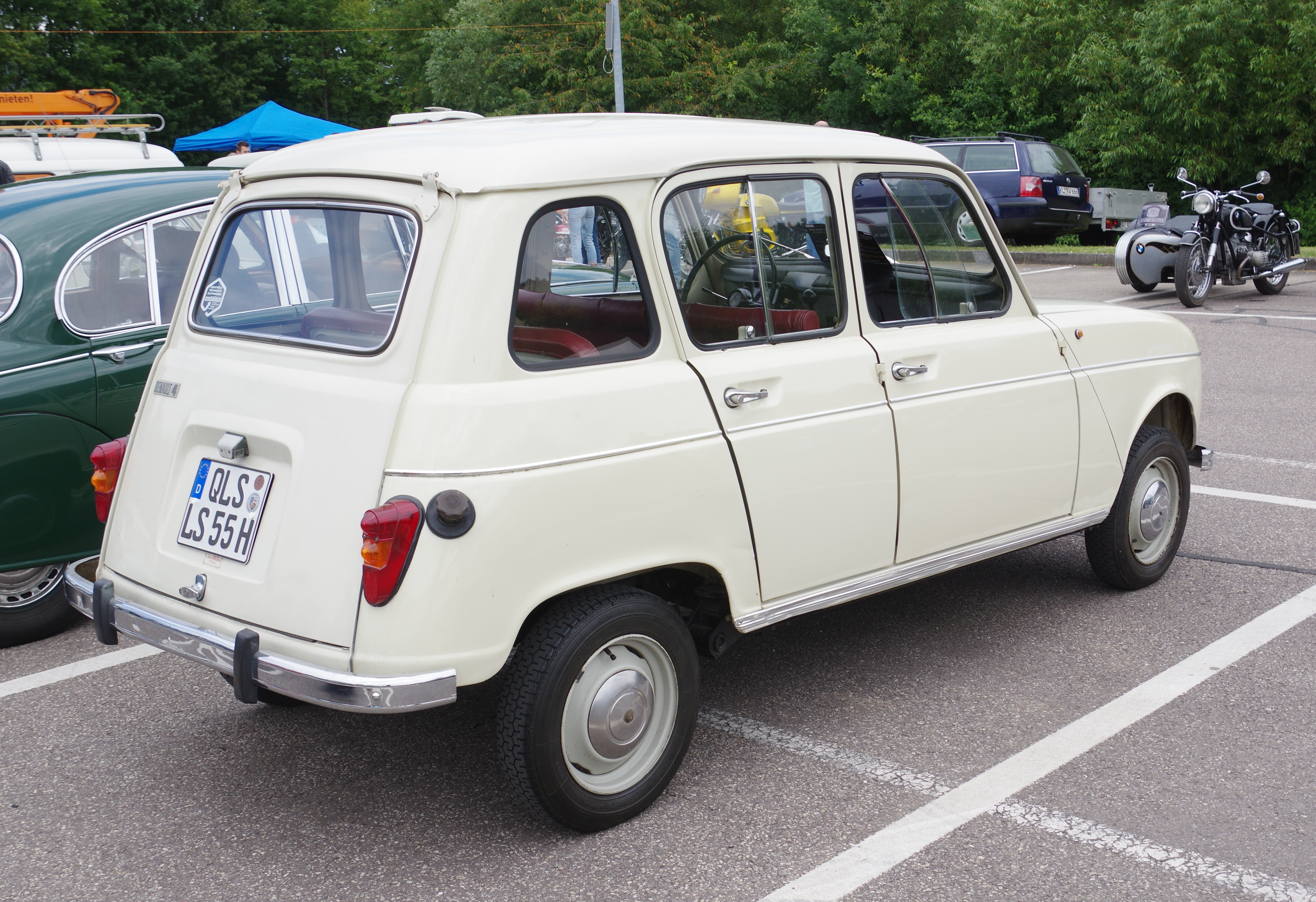
Renault 4

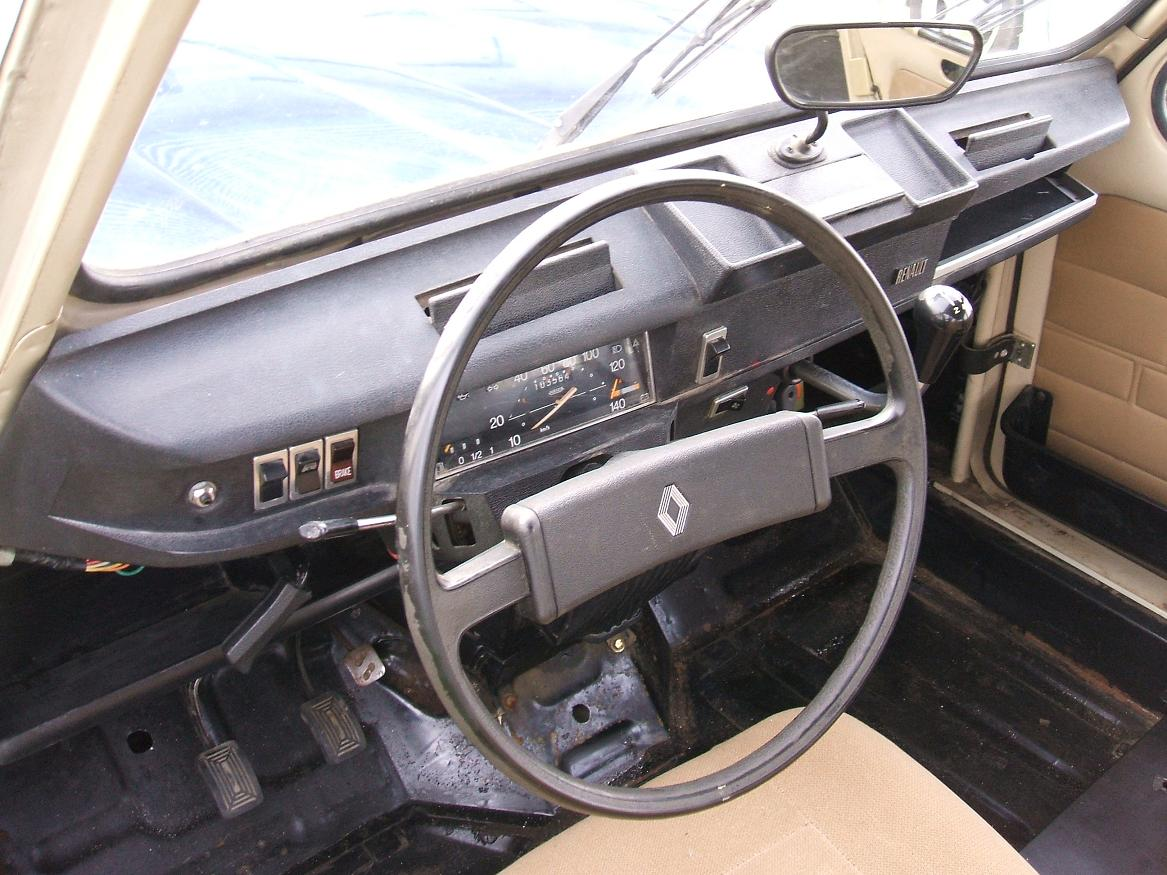
Старий салон

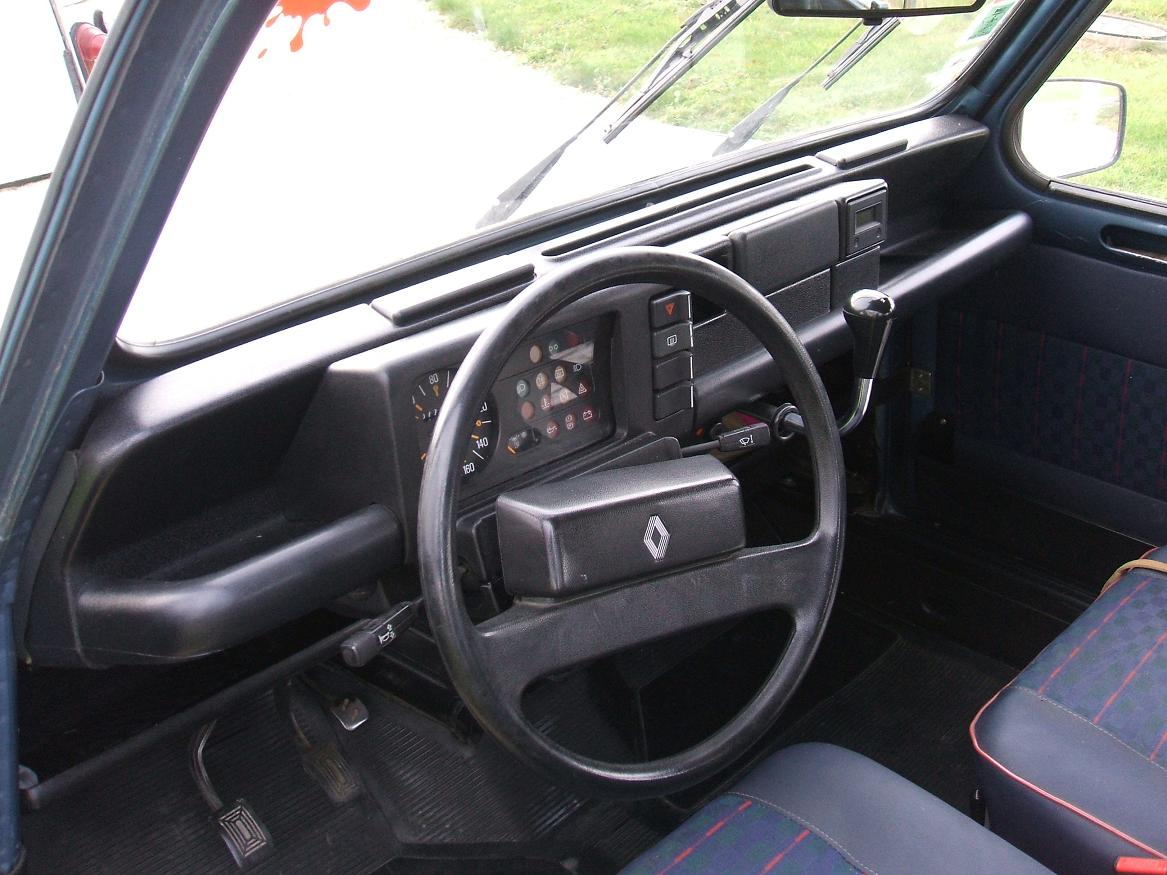
Оновлений салон

- 690 (603 см³)
- 680 (747 см³)
- 839 (782 см³)
- 800 (845 см³)
- 813 (852 см³)
- 689 (C1C) (956 см³)
- 688 (C1E) (1108 см³)

## Шасі
Кузов має довгохідну незалежну передню і задню підвіски з торсіонами як пружні елементи. Передня підвіска безшкворнева на двох поперечних важелях зі стабілізатором поперечної стійкості і вертикально встановленими телескопічними амортизаторами. Поздовжні торсіони (довжина 1106 мм, діаметр 16,54 мм) діють на нижні важелі підвіски. Задня підвіска — на поздовжніх важелях і поперечних торсионах (1108х18,4 мм), амортизатори встановлені горизонтально. Через те, що поперечні торсіони встановлені один за одним, а довжина важелів задньої підвіски однакова, осі задніх коліс не збігаються, і автомобіль має різну базу зліва і справа. Підвіска забезпечує високу плавність ходу на поганій дорозі, але при русі по шосе автомобіль нестійкий на високій швидкості, сильно крениться в поворотах. Такими особливостями ходової частини пояснюються видатні досягнення Renault 4 в ралі-рейдах і кросах і його слабкі виступи в класичних шосейних ралі.
Кермове управління рейкове, передавальне число — 17,08, три з чвертю обороту керма від упору до упору, максимальний кут повороту керованих коліс 36°. Діаметр повороту автомобіля по колії зовнішнього колеса 9,84 м.
За довгі роки виробництва автомобіля його гальмівна система неодноразово оновлювалася. Гідравлічний привід гальм в 1977 році став двоконтурним, а з 1983 року з'явився новий головний гальмівний циліндр. Передні гальма, спочатку барабанні діаметром 180 мм, в 1967 році були замінені на більш потужні барабанні з діаметром барабанів 200 мм (на фургонах — 228 мм), а в 1983 — на дискові. Задні барабанні з діаметром барабанів 160 мм залишалися незмінними на весь період випуску. У приводі задніх гальм використовувався регулятор гальмівних сил із змінною від ваги автомобіля характеристикою. Цікавою особливістю автомобіля був привід гальма стоянки на передні колеса, важіль приводу розташовувався зліва від водія під панеллю приладів. З 1983 року він став «як у всіх», тобто з приводом на задні гальма і важелем між передніми сидіннями.
Колеса автомобіля кріпляться на трьох болтах, шини розмірності 135х13 або 145х13. Запасне колесо зберігалося зовні під днищем багажника.

## Модифікації

### Renault 4 Fourgonnette

Renault 4 Fx
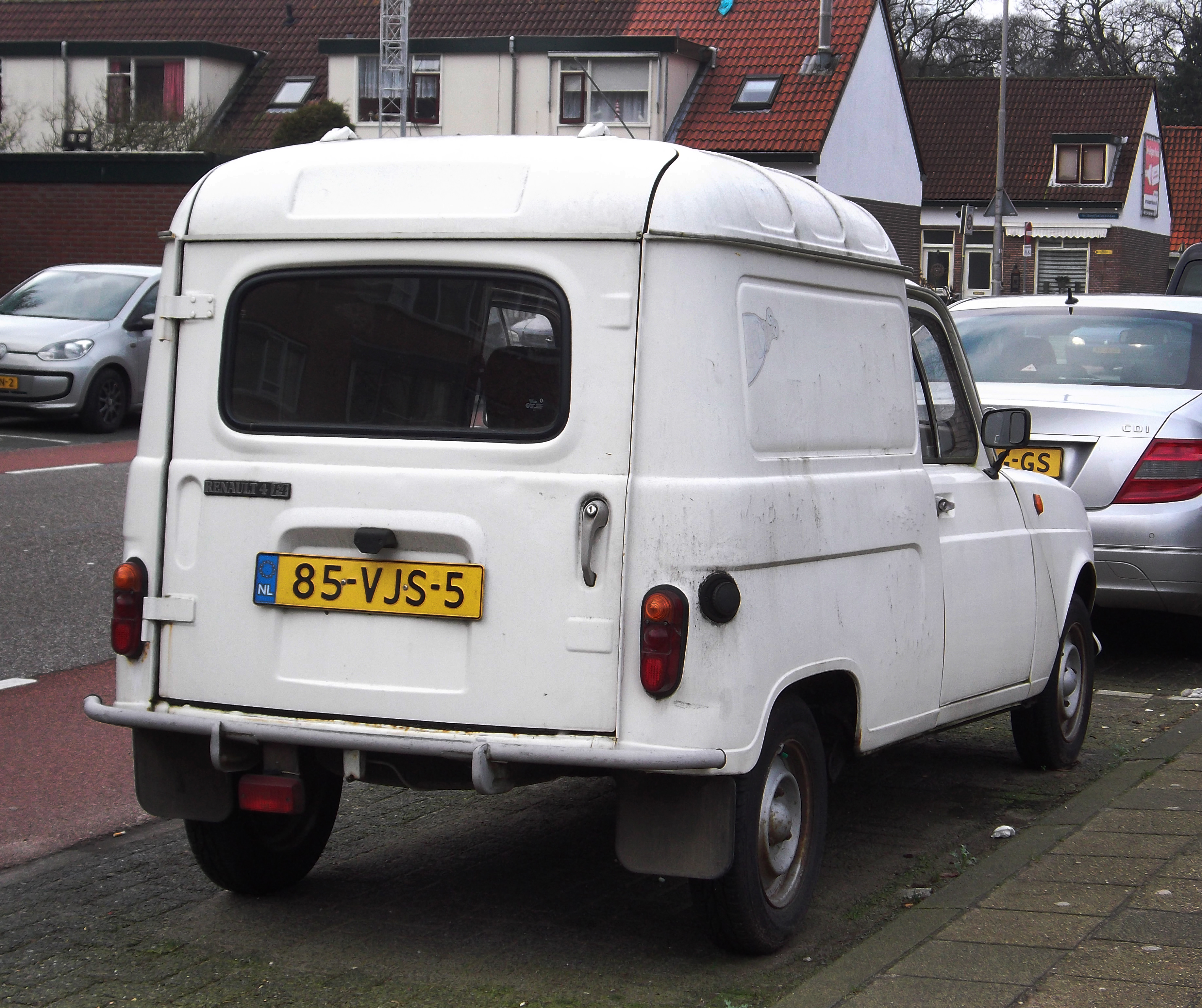
Renault 4 F4.
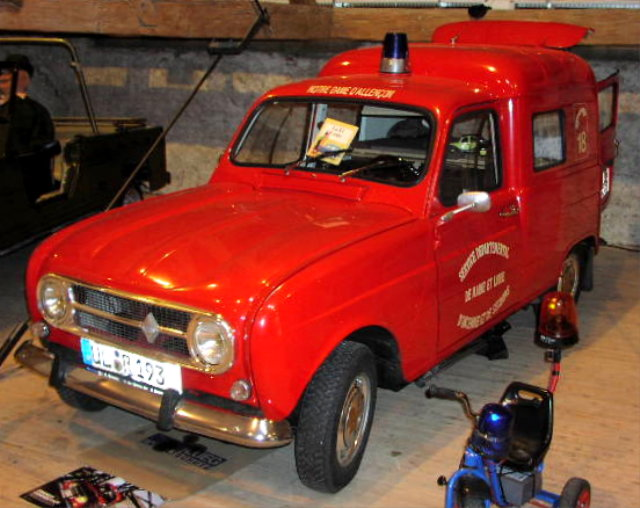
Fourgonette R4
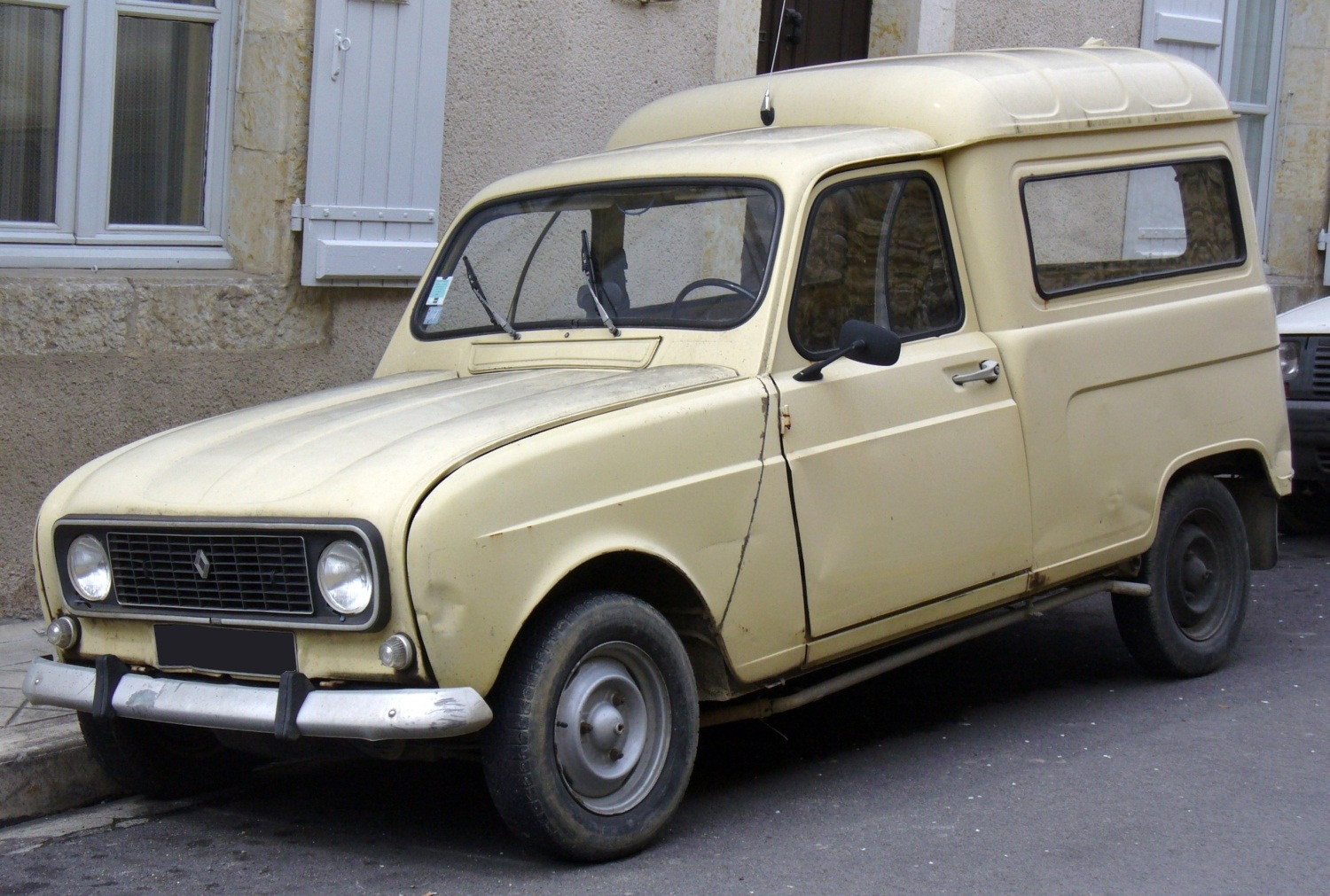
Renault 4 F4.
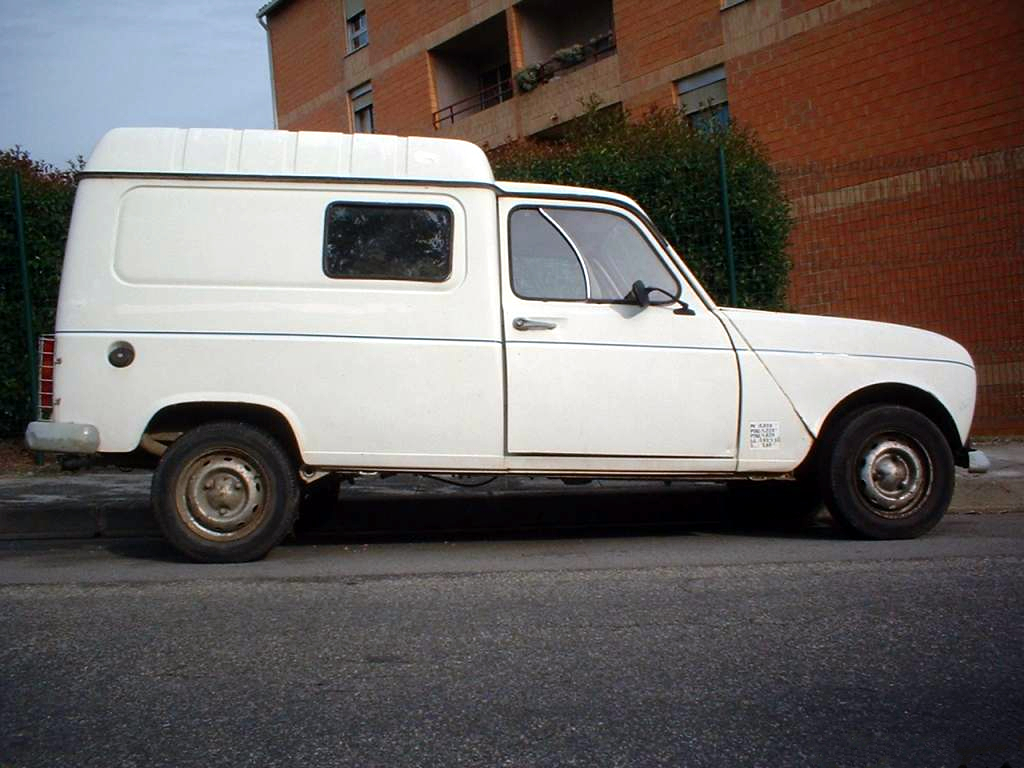
Renault 4 F6.
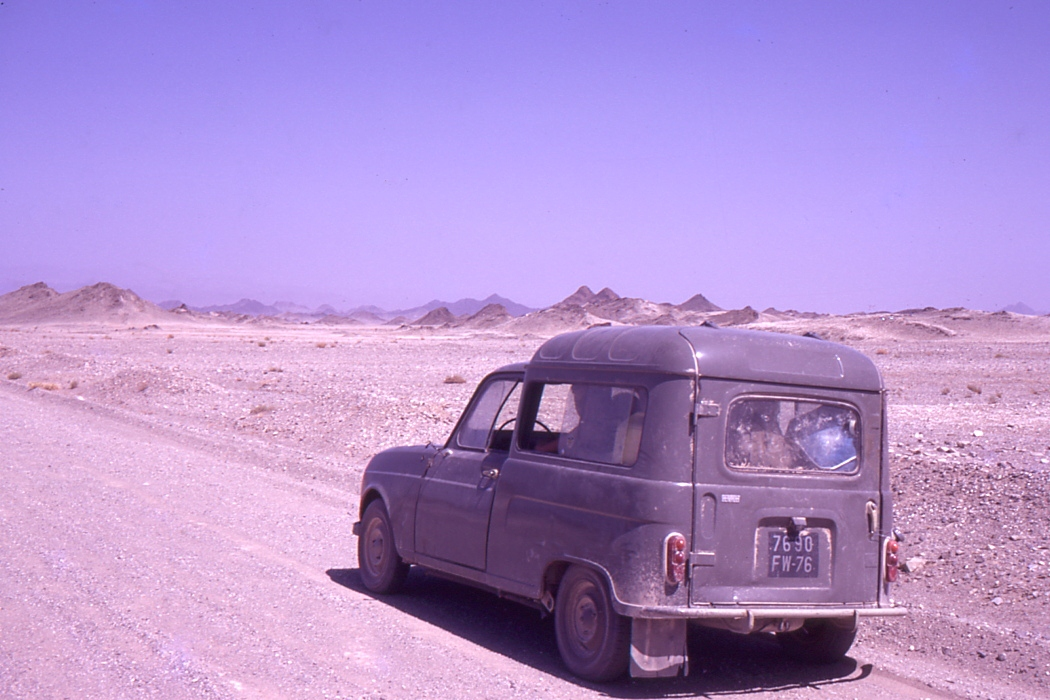
Fourgonnette Renault 4 в Ірані, участь у Kerman et Bam (1969).
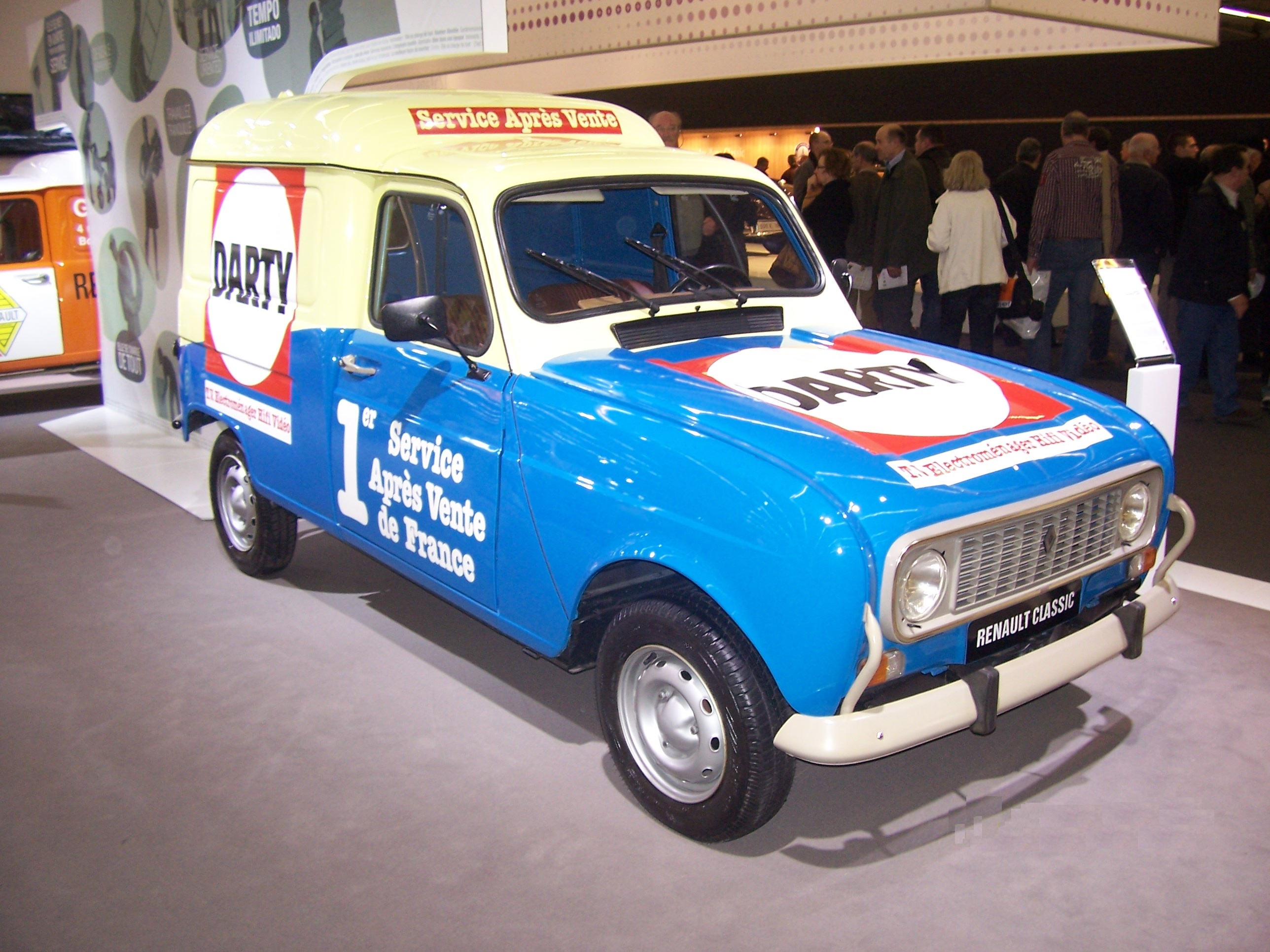
Fourgonnette R4 для Darty

Випуск автомобілів в вантажопасажирському варіанті з кузовом фургон почався одночасно з випуском основної моделі в кінці 1961 року. Автомобіль так і називався Renault 4 Fourgonnette, його вантажопідйомність становила 300 кг, він мав ширші шини (145х13) і посилені задні торсіони. Спочатку автомобіль оснащувався високим закритим суцільнометалевим кузовом з одним рядом сидінь спереду, але вже в 1964 році з'явилася версія з двома рядами сидінь і задніми бічними вікнами. У міру зміни базової моделі змінювався і фургон. У 1966 році вантажопідйомність фургона зросла до 350 кг, в 1971 році у нього з'явилися новий двигун об'ємом 845 см в куб., більш високий пластиковий дах. Вантажопідйомність зросла до 400 кг. У 1975 році з'являється подовжена версія фургона: його база зростає на 12 см, довжина на 8 см, з 3,65 до 3,85 м збільшується вантажна довжина, з 1,88 до 2,25 м в куб. обсяг вантажного відсіку, до 440 кг вантажопідйомність. У 1977 році фургони отримують нові імена: короткий фургон — Renault 4 F4, довгий — Renault 4 F6. З 1978 року приватною фірмою Teilhol було випущено кілька пікапів на базі Renault 4 F6. У 1988 році виробництво фургонів у Франції припинено.

### R4 Plein Air

Renault 4 Sinpar Plein Air
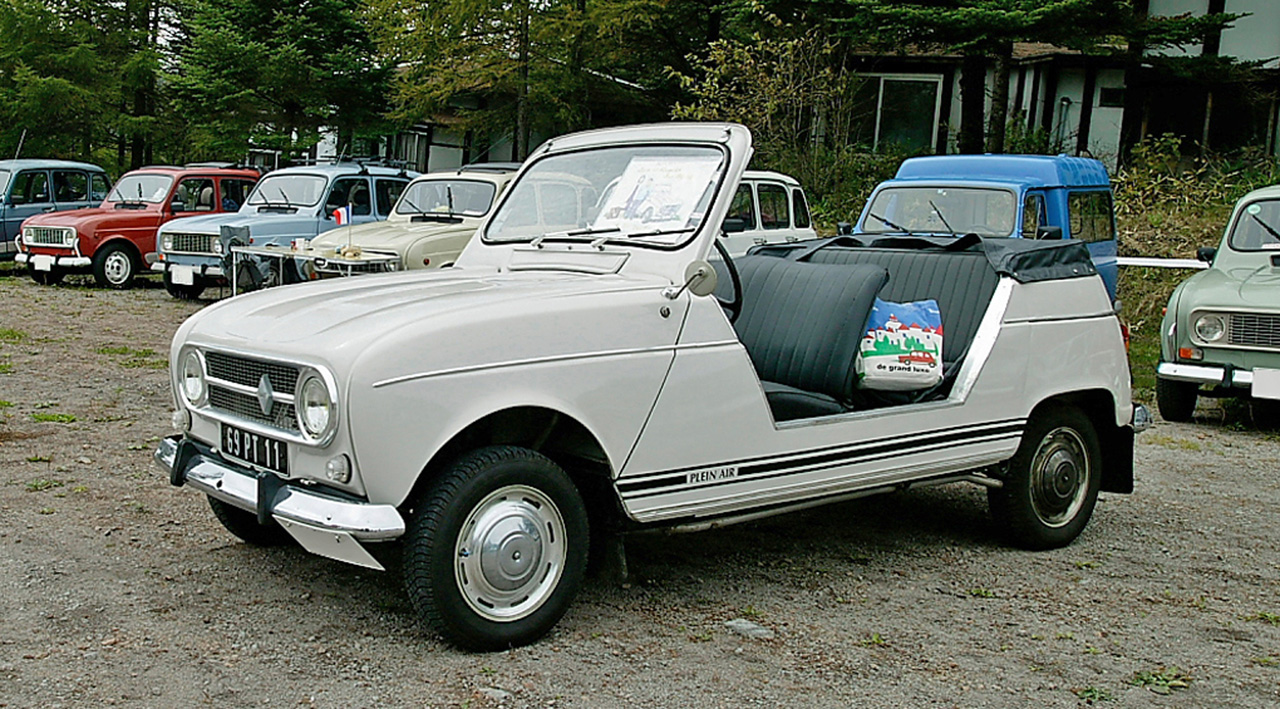
Renault 4 Sinpar Plein-Air
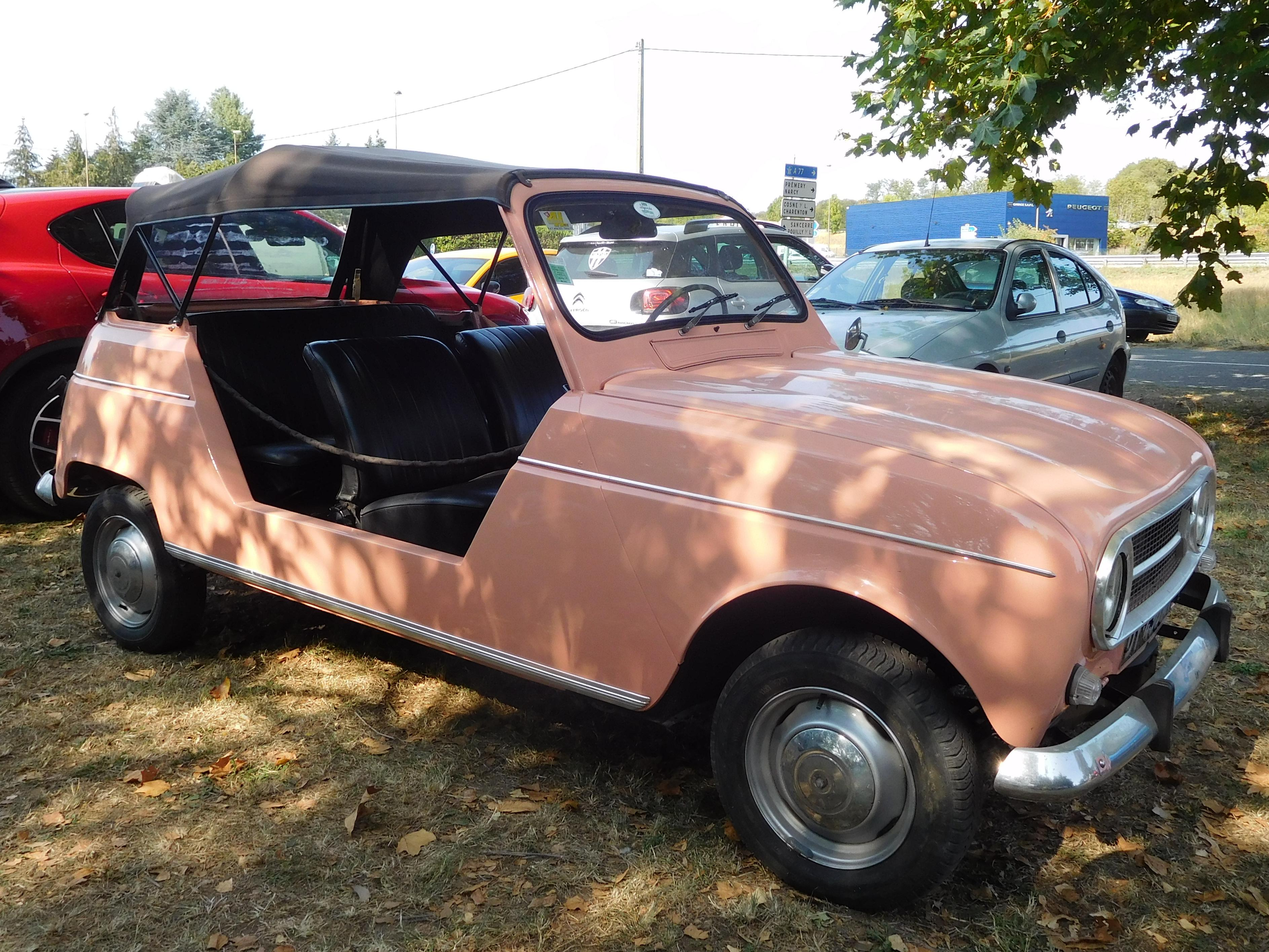
Renault 4 Sinpar Plein Air

Навесні 1968 року дочірнє підприємство Renault Sinpar започаткувало виробництво відкритої модифікації автомобіля Renault 4 Plein Air (Пленер) c кузовом кабріолет. Автомобілі виготовлялася тільки за попереднім замовленням. Повністю готовий автомобіль Renault 4 надходив на фабрику, де з нього знімалася дах, прибиралися двері і він перетворювався у відкритий кабріолет. Така технологія робила автомобілі відносно дорогими, дорожчими, ніж у конкурентів, і в 1970 році через малий попит виробництво їх було припинено. Всього було випущено близько 600 автомобілів. Після цього кілька років випускалися набори для самостійного переобладнання (conversion kits) Renault 4 в кабріолет. Кожному автомобілю Renault 4 Plein Air виробництва Sinpar присвоювався свій номер, вибитий на спеціальній табличці. Найбільший з номерів знайдених колекціонерами на даний час — 563. Автомобіль Renault 4 Plein Air рекламувався як автомобіль для активного відпочинку на пляжі, біля моря. Так він часто і використовувався, тож пісок, солона вода швидко приводили його в непридатність. Тому до нашого часу збереглося не так вже й багато примірників, і вони дуже високо цінуються колекціонерами. З 1971 року почалося виробництво автомобіля Renault Rodeo з відкритим кузовом, перше покоління якого базувалося на агрегатах Renault 4.

### R4 4х4
З 1963 року дочірнє підприємство Sinpar початок виробництво повнопривідної модифікації Renault 4 4х4 Sinpar. Підприємство як переобладнувало готові автомобілі, так і випускало окремі набори (conversion kits) для самостійного переобладнання автомобіля. Повним приводом оснащувалися автомобілі з різними типами кузовів, двигунів і коробок передач, тому часто набори були взаємозамінними. Набір складався з редуктора відбору потужності, приєднаного до коробки передач, карданної передачі, центральна частина якої проходила через трубу, прикріплену до днища автомобіля, головної передачі з напіввісями, яка встановлювалася замість бензобака, важелів задньої підвіски з отворами для напіввісей приводу і нового бензобака, який займав місце запасного колеса. Відсутність міжвісьового диференціала і слабкий двигун обмежували позашляхові можливості автомобіля. Цілорічне використання у важких умовах приводило до швидкого виходу з ладу вузлів трансмісії і сильного іржавіння кузова. Повнопривідні модифікації випускалися до самого закінчення виробництва Renault 4.